# Mydas carmichaeli
Mydas carmichaeli är en tvåvingeart som beskrevs av Enrico Adelelmo Brunetti 1913. Mydas carmichaeli ingår i släktet Mydas och familjen Mydidae. Inga underarter finns listade i Catalogue of Life.